# Pasaporte emiratí
El pasaporte emiratí (en árabe: جواز السفر الإماراتي‎, romanizado: jawaz alsafar al'iimaratii) es un documento otorgado por el gobierno de los Emiratos Árabes Unidos (EAU) a los ciudadanos emiratíes con el propósito de realizar viajes internacionales.

## Historia
Antes de la creación de los Emiratos Árabes Unidos en 1971, cada emirato constituyente emitía sus propios pasaportes o documentos de viaje. Estos documentos se imprimían tanto en árabe como en inglés. Normalmente  hacían referencia al emirato emisor y a su jeque gobernante.
Los pasaportes emiratíes expedidos desde el 11 de diciembre de 2011 son pasaportes biométricos. Por lo tanto, es el segundo estado del CCEAG (después de Catar) que expide este tipo de pasaportes.

## Categorías
Hay varias categorías de pasaportes emiratíes:
- Pasaporte regular (cubierta azul marino): Se expide a los ciudadanos de los EAU que no cumplen con ningún requisito para la posesión de otro pasaporte.
- Pasaporte Especial (cubierta verde): Se expide a los miembros del Consejo Nacional Federal, funcionarios gubernamentales de alto rango jubilados y sus familiares. El pasaporte también puede expedirse mediante decisión federal del Consejo Federal Supremo a los representantes estatales de los Emiratos. Este pasaporte tiene el mismo régimen de visados que el pasaporte diplomático.
- Pasaporte diplomático (cubierta roja): Se expide a miembros de la familia real y diplomáticos que prestan servicios en las embajadas de los EAU en el extranjero, así como a funcionarios de alto rango del poder ejecutivo y sus familias, siempre que se encuentren durante su período de servicio.
- Pasaporte de Servicio o Temporal (cubierta cian): Se expide a ciudadanos y no ciudadanos por un período de tiempo específico para realizar un servicio o una tarea particular de interés para el estado. Este pasaporte, si se expide a no ciudadanos, no otorga derecho de residencia en los EAU.
- Pasaporte de emergencia (cubierta gris): Se expide a los ciudadanos de los Emiratos Árabes Unidos que perdieron su pasaporte en el extranjero, perdieron su documento de identidad en el CCEAG, su pasaporte expiró en el extranjero o fue emitido en tiempos de un desastre natural o una evacuación.

## Apariencia física
La primera y la última página están hechas de papel duro, las cuales son más gruesas que las del pasaporte antiguo, una medida que permite permanecer el pasaporte en un buen estado hasta su expiración. La primera página contiene un esquema en acuarela del marco exterior de la mezquita Sheikh Zayed y la última página contiene un dibujo de la mezquita real con cúpulas y columnas. La página de identidad del pasaporte tiene todos los datos impresos y plastificados. Los pasportes actuales contienen datos para resolver la duplicación de nombres, que es uno de los mayores problemas existentes con los pasaportes antiguos.
Al igual que los pasaportes de otros estados cuyo idioma oficial se escribe de derecha a izquierda, el pasaporte emiratí se abre de manera similar por el lado izquierdo. El coste de un pasaporte emiratí es de 50 AED.

### Diseño genérico
En la portada de cada tipo de pasaporte, hay una representación del escudo de los Emiratos Árabes Unidos en el centro. Fue modificado en 2008 y los pasaportes expedidos posteriormente incorporaron el nuevo diseño. Aparece el nombre oficial del país en inglés: "United Arab Emirates" y en árabe: "الامارات العربية المتحدة"‎  encima del escudo de armas.
Los pasaportes ordinarios tienen en árabe: "جواز سفر"‎ y "PASSPORT" en inglés debajo del escudo de armas.
Los pasaportes especiales tienen en árabe: "جواز سفر خاص"‎ y "SPECIAL PASSPORT" en inglés debajo del escudo de armas.
Los pasaportes diplomáticos tienen en árabe: "جواز سفر دبلوماسي"‎ y "DIPLOMATIC PASSPORT" en inglés debajo del escudo de armas.
Un pasaporte biométrico tiene el símbolo de pasaporte electrónico biométrico  en el fondo. Hay 62 páginas en el pasaporte biométrico. La última página contiene datos biométricos cifrados para evitar su falsificación.

### Página de información de identidad
La segunda página de un pasaporte emiratí se encuentra laminada por seguridad, e incluye los siguientes datos:
- Foto del propietario del pasaporte.
- Tipo de documento (P = pasaporte)
- Código del país emisor (ARE = Emiratos Árabes Unidos)
- Número de pasaporte (9 dígitos alfanuméricos, comprendidos entre los números del 0 al 9 y las letras C, F, G, H, J, K, L, M, N, P, R, T, V, W, X, Y, Z. Así, "0" indica el número, no la letra "O".)
- Nombre completo
- Fecha de nacimiento
- Sexo
- Nacionalidad
- Lugar de nacimiento
- Fecha de emisión
- Fecha de expiración
- Autoridad que emitió el pasaporte
- Firma del propietario

La página finaliza con una zona de lectura mecánica de 2 líneas, según la norma OACI 9303. El código de país es ARE, al igual que el código de país estándar para los Emiratos Árabes Unidos (según ISO 3166-1 alfa-3).

### Idiomas
La página de información está impresa tanto en árabe como en inglés en todos los campos excepto en una etiqueta blanca situada en la penúltima página del pasaporte, la cual contiene el emblema del Ministerio del Interior de los Emiratos Árabes Unidos y muestra el número militar del ciudadano.

## Requisitos de visado
Los requisitos de visado para los ciudadanos emiratíes son las restricciones administrativas de entrada impuestas por las autoridades de otros estados a los ciudadanos de los EAU. Según el índice de pasaportes Henley, a 2023, los ciudadanos emiratíes tenían acceso sin visado o con visado a la llegada a 178 países y territorios, lo que sitúa al pasaporte emiratí en el puesto 15 del mundo en términos de libertad de viaje.
El pasaporte emiratí es uno de los cinco pasaportes que más ha progresado en la clasificación de exención de visados en el período 2006-2016.
El Ministerio de Asuntos Exteriores y Cooperación Internacional de los EAU planeó hacer del pasaporte de los EAU uno de los cinco pasaportes más poderosos del mundo para 2021.Según The Passport Index, este objetivo se logró en diciembre de 2018, ya que clasificaba al pasaporte emiratí como el pasaporte más poderoso, al tener una puntuación de territorios libres de visados de 170.